# XI distrito de París
El XI distrito de París (11.°distrito de París), también conocido como distrito de Popincourt, es uno de los veinte distritos de los que se compone la capital francesa. Está situado en la orilla derecha del río Sena. 
A pesar de su importancia histórica es un distrito con escasa actividad turística. Antiguamente obrero, en los últimos años se ha convertido en una zona de ocio debido a la apertura de numerosos bares y discotecas especialmente localizados en la plaza de la Bastilla y en la calle Oberkampf.

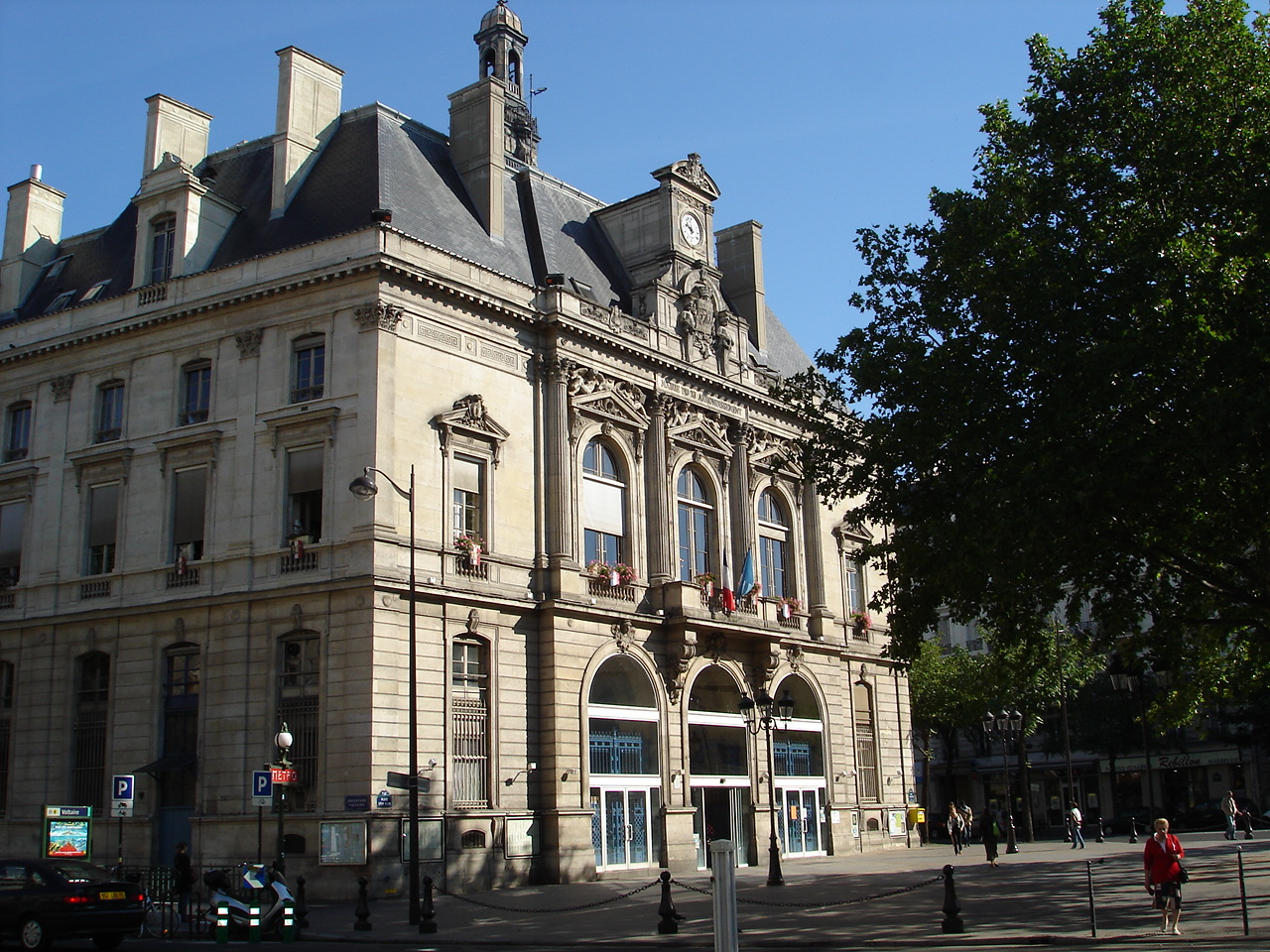
Alcaldía del XI Distrito.

## Administración
El distrito está dividido en cuatro barrios:
- Barrio Saint-Ambroise
- Barrio de la Folie-Méricourt
- Barrio de la Roquette
- Barrio Sainte-Marguerite

Su alcalde actual es Patrick Bloche (PS). Fue elegido en 2008 por seis años.

## Demografía
El distrito contaba en el último censo de 1999 con 149 102 habitantes sobre una superficie de 367 hectáreas, lo que representa una densidad de 40 672 hab/km². A pesar de un acusado descenso en su población, sigue siendo el distrito con mayor densidad de la ciudad.

| Año (censo nacional)     | Población | Densidad (hab. por km²) |
| ------------------------ | --------- | ----------------------- |
| 1911 (pico de población) | 242 295   | 66 092                  |
| 1962                     | 193 349   | 52 741                  |
| 1968                     | 179 727   | 49 025                  |
| 1975                     | 159 317   | 43 458                  |
| 1982                     | 146 931   | 40 079                  |
| 1990                     | 154 165   | 42 053                  |
| 1999                     | 156 102   | 42 535                  |

## Lugares de interés

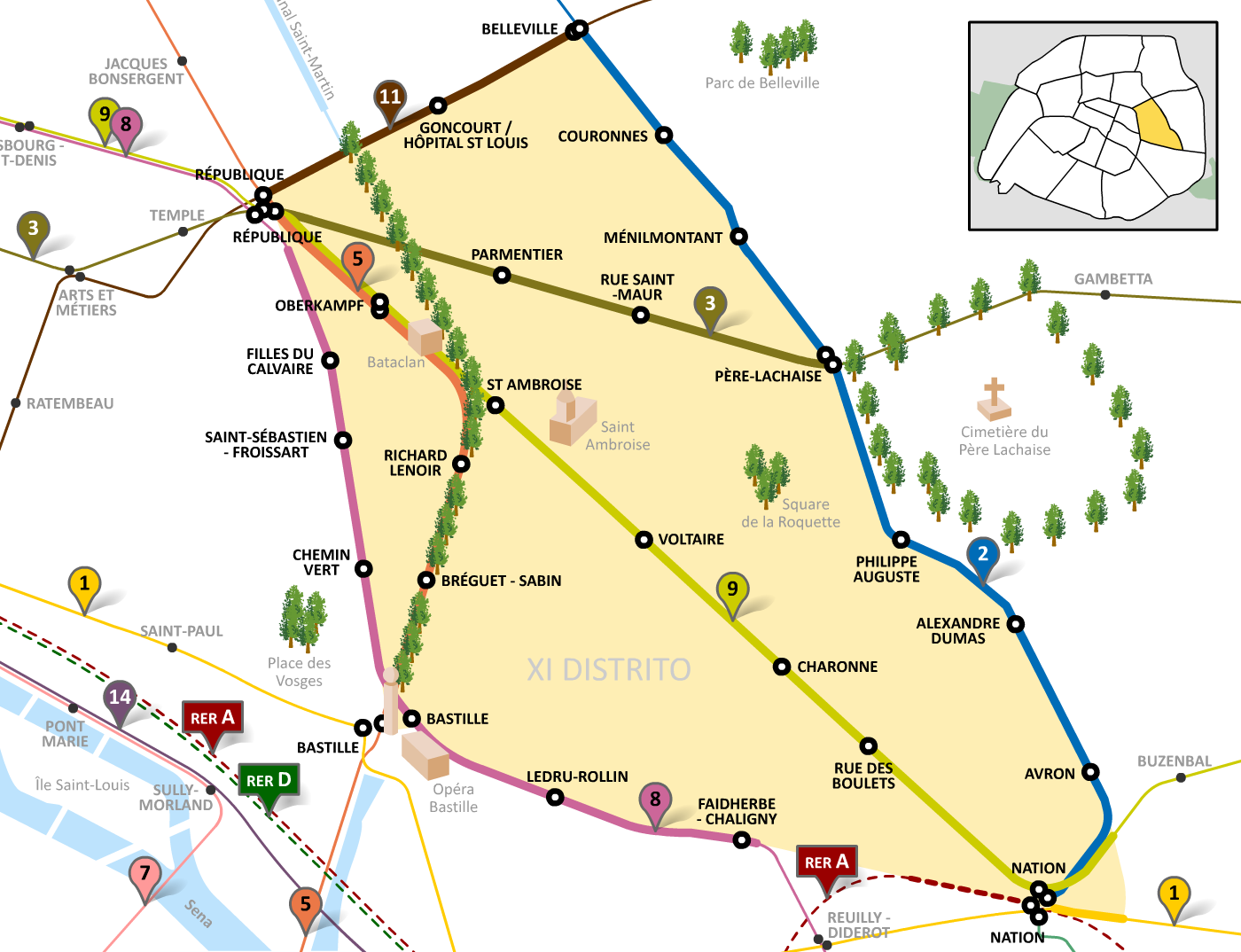
Mapa del Metro y del RER del XI Distrito.

- Monumentos:
  - Iglesia Saint-Ambroise
  - Iglesia Sainte-Marguerite

- Circos:
  - Circo de Invierno

- Teatros y salas de espectáculos:
  - Teatro de la Bastille
  - Le Bataclan

## Principales vías

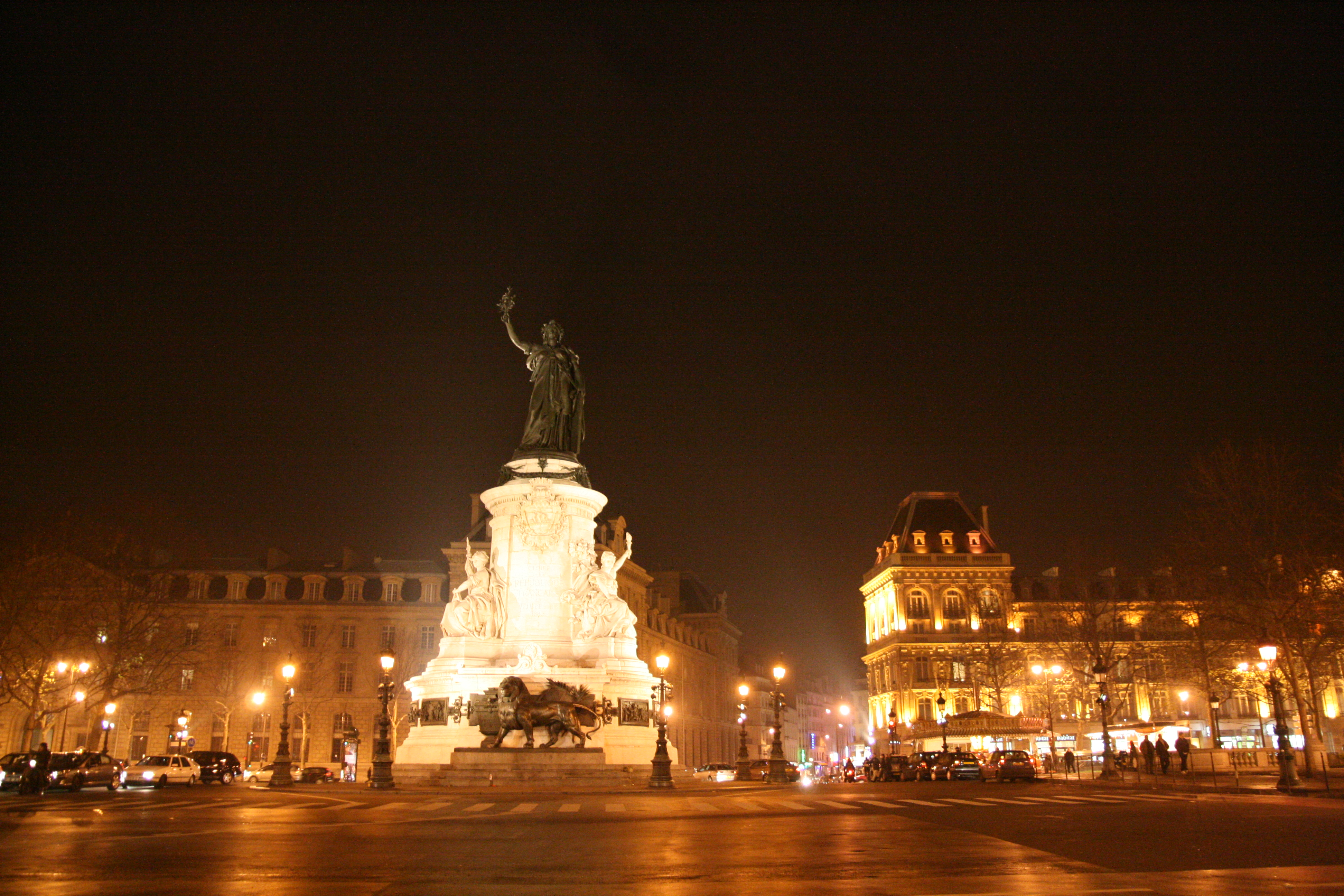
La plaza de la República de noche.

- Plaza de la Bastilla
- Avenida de la Republica
- Calle Oberkampf
- Plaza de la Nación
- Plaza de la República
- Calle de Montreuil
- Calle de la Roquette
- Plaza Léon-Blum
- Bulevar Voltaire
- Avenida Philippe-Auguste
- Bulevar Richard-Lenoir

## Habitantes ilustres
En este Distrito de París tuvieron su residencia: el político Léon Blum, el escritor Alain-Fournier y los pintores Max Jacob y Pablo Picasso.